# Klinča Sela
Klinča Sela es un municipio de Croacia en el condado de Zagreb.

## Geografía
Se encuentra a una altitud de 157 m s. n. m. a 36 km de la capital nacional, Zagreb.

## Demografía
En el censo 2011, el total de población del municipio fue de 5450 habitantes, distribuidos en las siguientes localidades:
- Beter - 208
- Donja Purgarija - 123
- Donja Zdenčina - 1 054
- Goli Vrh - 287
- Gonjeva - 49
- Gornja Purgarija - 85
- Gornja Zdenčina - 169
- Klinča Sela - 1 830
- Kozlikovo - 140
- Kupinec - 887
- Novo Selo Okićko - 110
- Poljanica Okićka - 14
- Repišće - 379
- Tržić - 115